# 李可琼故居
李可琼故居，位于中国广东省佛山市禅城区莲华巷15号，为李可琼 （清代政治人物，曾官至山东盐运使）与其弟李可瑞、李可蕃在清嘉庆年间（1796—1820）兴建的宅第。1989年6月10日，列入佛山市文物保护单位。